# Ельская, Анна Валентиновна
Анна Валентиновна Ельская (род. 15 октября 1940, Сталино) — учёный в области молекулярной биологии, доктор биологических наук (1975), профессор (1986), академик (1992; член-корреспондент с 1988) Национальной академии наук Украины, член Международной академии науки, промышленности, образования и искусства США (1996); Директор и заведующий отдела механизмов трансляции генетической информации Института молекулярной биологии и генетики НАН Украины; Лауреат Государственной премии УССР в области науки и техники (1986), Премии имени А. В. Палладина (1979); Заслуженный деятель науки и техники Украины.

## Биография
Анна Ельская родилась 15 октября 1940 года в Донецке.
В 16 лет окончила с золотой медалью среднюю школу.
Мечтала поступить на физфак МГУ, однако родители отказались отпускать дочь из родного Донецка.
В 1963 году с отличием окончила Донецкий медицинский институт.
В 1965—1968 годах обучалась в аспирантуре отдела Института биохимии им. А. В. Паладина АН УССР, где досрочно защитила кандидатскую диссертацию.
С 1973 года вместе с отделом перешла во вновь созданный Институт молекулярной биологии и генетики НАН Украины в Киеве, где и работает по настоящее время:
- С 1978 года — заведующая отделом механизма трансляции генетической информации.
- С 1996 года — заместитель директора.
- С 2003 года — директор института.

В 1976 году становится доктором биологических наук по специальности «Молекулярная биология».
С 1986 года — профессор.
25 ноября 1992 года избрана академиком НАН Украины.

## Научная деятельность
Основные труды Анны Валентиновны Ельской посвящены исследованию молекулярных механизмов регулирования биосинтеза белка и точности процесса трансляции.
Анна Ельская член редакционной коллегии журнала «Молекулярная биология» (Москва), «Вестник Украинского товарищества генетиков и селекционеров», главный редактор журнала «Биополимеры и клетка» (Киев).
Анна Валентиновна опубликовала более 350 научных работ, включающих открытия, 6 монографий.
Ельской получено 10 авторских свидетельств и патентов.
Под научным руководством Анны Валентиновны было подготовлено 26 кандидатов и 4 доктора биологических наук.

## Семья
Муж — учёный-металлург, д.т.н, профессор Киевского политехнического института Сергей Васильевич Ладохин (род. 1935).
Сын — профессор биофизики Канзасского университета Алексей Сергеевич Ладохин (род. 1962).

## Награды
- Анна Ельская — лауреат Государственной премии УССР в области науки и техники (1986), Премии имени А. В. Палладина (1979)[1]. Награждена орденом княгини Ольги III (2008)[10], II (2015)[11] и I (2021)[12] степени.
- Медаль Вернадского (2015).